# Красне-Потоцьке
Красне-Потоцьке (пол. Krasne Potockie) — село в Польщі, у гміні Хелмець Новосондецького повіту Малопольського воєводства.
Населення — 964 особи (2011).

## Демографія
Демографічна структура станом на 31 березня 2011 року:
|          | Загалом | Допрацездатний вік | Працездатний вік | Постпрацездатний вік |
| -------- | ------- | ------------------ | ---------------- | -------------------- |
| Чоловіки | 471     | 136                | 289              | 46                   |
| Жінки    | 493     | 135                | 267              | 91                   |
| Разом    | 964     | 271                | 556              | 137                  |